# Contrevoz
Contrevoz és un municipi francès situat al departament de l'Ain i a la regió d'Alvèrnia-Roine-Alps. L'any 2007 tenia 483 habitants.

## Demografia

### Població
El 2007 la població de fet de Contrevoz era de 483 persones. Hi havia 205 famílies de les quals 52 eren unipersonals (26 homes vivint sols i 26 dones vivint soles), 69 parelles sense fills, 69 parelles amb fills i 15 famílies monoparentals amb fills.
La població ha evolucionat segons el següent gràfic:
Habitants censats

### Habitatges
El 2007 hi havia 287 habitatges, 203 eren l'habitatge principal de la família, 61 eren segones residències i 23 estaven desocupats. 266 eren cases i 19 eren apartaments. Dels 203 habitatges principals, 159 estaven ocupats pels seus propietaris, 36 estaven llogats i ocupats pels llogaters i 8 estaven cedits a títol gratuït; 3 tenien una cambra, 7 en tenien dues, 26 en tenien tres, 38 en tenien quatre i 128 en tenien cinc o més. 161 habitatges disposaven pel capbaix d'una plaça de pàrquing. A 91 habitatges hi havia un automòbil i a 98 n'hi havia dos o més.

### Piràmide de població
La piràmide de població per edats i sexe el 2009 era:
| Homes | Edats   | Dones |
| ----- | ------- | ----- |
| 0     | 95 o +  | 0     |
| 0     | 90 a 94 | 4     |
| 4     | 85 a 89 | 4     |
| 4     | 80 a 84 | 4     |
| 20    | 75 a 79 | 8     |
| 8     | 70 a 74 | 8     |
| 16    | 65 a 69 | 20    |
| 8     | 60 a 64 | 12    |
| 24    | 55 a 59 | 12    |
| 12    | 50 a 54 | 12    |
| 40    | 45 a 49 | 24    |
| 8     | 40 a 44 | 20    |
| 8     | 35 a 39 | 12    |
| 8     | 30 a 34 | 4     |
| 16    | 25 a 29 | 16    |
| 20    | 20 a 24 | 4     |
| 24    | 15 a 19 | 12    |
| 8     | 10 a 14 | 8     |
| 8     | 5 a 9   | 12    |
| 4     | 0 a 4   | 4     |

## Economia
El 2007 la població en edat de treballar era de 291 persones, 218 eren actives i 73 eren inactives. De les 218 persones actives 197 estaven ocupades (104 homes i 93 dones) i 21 estaven aturades (10 homes i 11 dones). De les 73 persones inactives 42 estaven jubilades, 16 estaven estudiant i 15 estaven classificades com a «altres inactius».

### Ingressos
El 2009 a Contrevoz hi havia 216 unitats fiscals que integraven 517,5 persones, la mediana anual d'ingressos fiscals per persona era de 19.031 €.

### Activitats econòmiques
Dels 14 establiments que hi havia el 2007, 1 era d'una empresa alimentària, 1 d'una empresa de fabricació de material elèctric, 2 d'empreses de construcció, 1 d'una empresa de comerç i reparació d'automòbils, 3 d'empreses d'hostatgeria i restauració, 2 d'empreses immobiliàries, 2 d'empreses de serveis, 1 d'una entitat de l'administració pública i 1 d'una empresa classificada com a «altres activitats de serveis».
Dels 3 establiments de servei als particulars que hi havia el 2009, 1 era un paleta, 1 restaurant i 1 agència immobiliària.
L'únic establiment comercial que hi havia el 2009 era una fleca.
L'any 2000 a Contrevoz hi havia 10 explotacions agrícoles.

## Equipaments sanitaris i escolars
El 2009 hi havia una escola elemental.

## Poblacions més properes
El següent diagrama mostra les poblacions més properes.